# Welsh International 2001
Die Welsh International 2001 im Badminton fanden vom 29. November bis zum 2. Dezember 2001 in Cardiff statt.

## Medaillengewinner
| Disziplin    | Gold                              | Silber                       | Bronze                            |
| ------------ | --------------------------------- | ---------------------------- | --------------------------------- |
| Herreneinzel | Irwansyah                         | Björn Joppien                | Per-Henrik Croona                 |
| Herreneinzel | Irwansyah                         | Björn Joppien                | Jens Roch                         |
| Dameneinzel  | Brenda Beenhakker                 | Sara Persson                 | Aparna Popat                      |
| Dameneinzel  | Brenda Beenhakker                 | Sara Persson                 | Elena Shimko                      |
| Herrendoppel | Vincent Laigle Svetoslav Stoyanov | Manuel Dubrulle Mihail Popov | Kristof Hopp Thomas Tesche        |
| Herrendoppel | Vincent Laigle Svetoslav Stoyanov | Manuel Dubrulle Mihail Popov | Jochen Cassel Ingo Kindervater    |
| Damendoppel  | Ella Miles Sara Sankey            | Liza Parker Suzanne Rayappan | Elena Shimko Marina Yakusheva     |
| Damendoppel  | Ella Miles Sara Sankey            | Liza Parker Suzanne Rayappan | Corina Herrle Caren Hückstädt     |
| Mixed        | Nikolai Sujew Marina Yakusheva    | Mike Beres Kara Solmundson   | Philippe Bourret Robbyn Hermitage |
| Mixed        | Nikolai Sujew Marina Yakusheva    | Mike Beres Kara Solmundson   | Graeme Smith Kirsteen McEwan      |

## Finalergebnisse
| Disziplin    | Sieger                            | Finalist                     | Ergebnis                |
| ------------ | --------------------------------- | ---------------------------- | ----------------------- |
| Herreneinzel | Irwansyah                         | Björn Joppien                | 7–1, 7–4, 7–1           |
| Dameneinzel  | Brenda Beenhakker                 | Sara Persson                 | 7–5, 7–5, 7–0           |
| Herrendoppel | Vincent Laigle Svetoslav Stoyanov | Manuel Dubrulle Mihail Popov | 7–2, 5–7, 7–3, 4–7, 7–3 |
| Damendoppel  | Ella Miles Sara Sankey            | Liza Parker Suzanne Rayappan | 7–5, 6–8, 7–4, 7–4      |
| Mixed        | Nikolai Sujew Marina Yakusheva    | Mike Beres Kara Solmundson   | 7–1, 5–7, 7–1, ...–...  |